# Contre-Champ

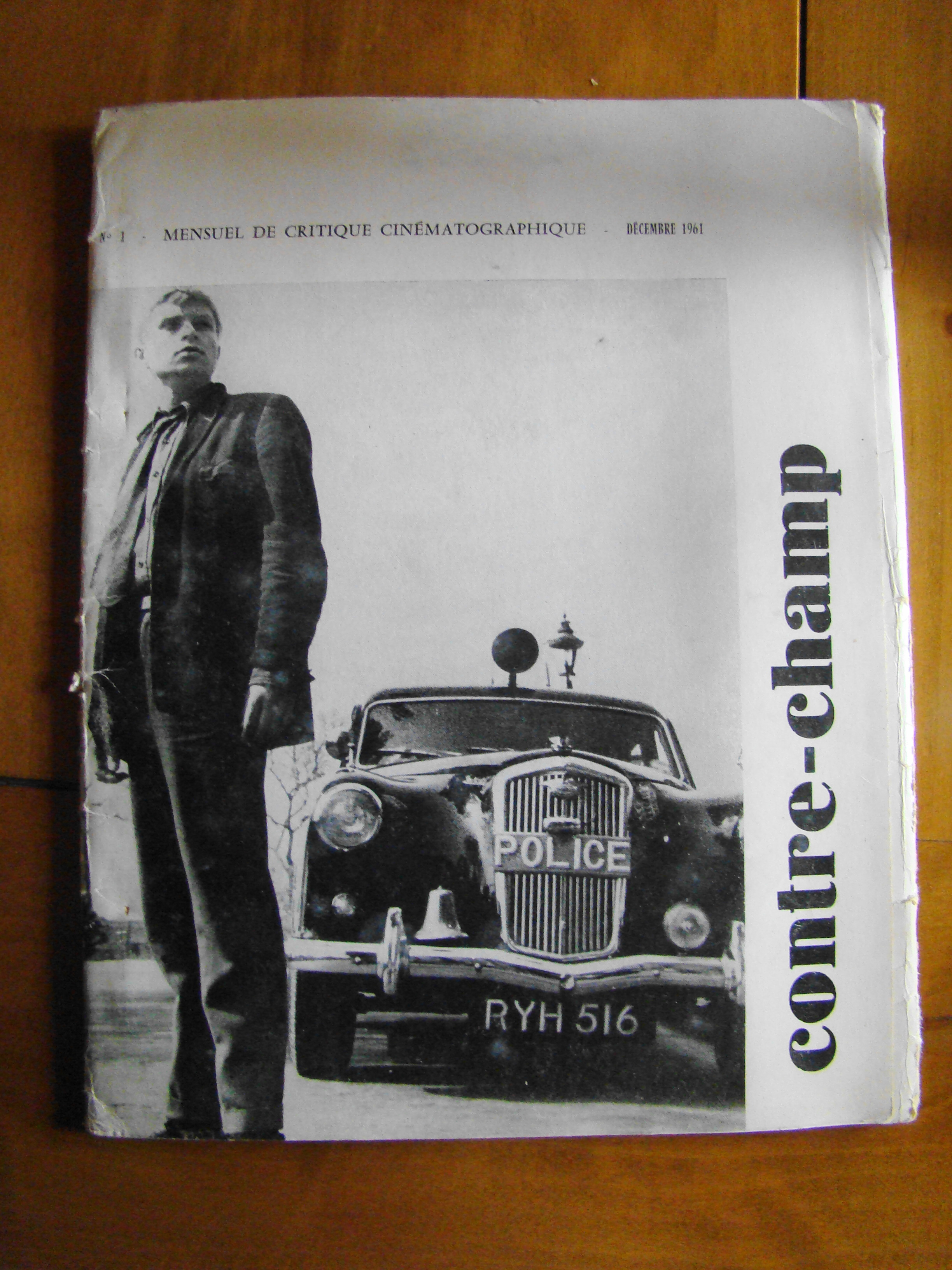
1ère de couverture du numéro 1 de la revue Contre-Champ, décembre 1961

Contre-Champ est une revue mensuelle de cinéma fondée à Marseille à la fin de l'année 1961 par un groupe de cinéphiles. 
Sous la direction de Gérard Guégan - qui note dans son livre Ascendance Sagittaire que Contre-Champ était la « première revue à vouloir associer cinéma hollywoodien et insurrection prolétarienne » -, cette publication d'inspiration marxiste, affichant par ailleurs pendant quelque temps sa sympathie pour Positif,, a eu une brève existence compromise par des difficultés financières imputables à son mode de diffusion. Contre-Champ a cessé de paraître en 1964 après avoir publié six numéros.
En décembre 1961, son comité de rédaction est composé comme suit : Gérard Guégan et Albert Cervoni, rédacteurs en chef ; Émile Breton, Bernard Stora et Gabriel Vialle, secrétariat ; Jean-Claude Boutault, Francis Gendron, Henri Dumolié, Gérald Jacob, Jean-Pierre Leridant, Francis Pascal et Armand Roux.
Gérard Guégan est mentionné comme directeur à partir du numéro 2 (janvier 1962), Albert Cervoni et Bernard Stora étant rédacteurs en chef. Le comité de rédaction s'étoffe ensuite avec notamment Jean-Patrick Lebel, Jean-Pierre Léonardini (directeur-adjoint à partir du numéro 4 en octobre 1962), Alain Bévérini, Patrick Bureau, Claude Miller (Claude Franchini), Suzy Mouchet, Hélène Weiss, Paul Mas et Michel Pétris.